# Enrique Chicote
Enrique Chicote del Riego (Madrid, 7 de enero de 1870-Madrid, 28 de septiembre de 1958) fue un actor, cantante cómico, libretista, escritor y empresario teatral español, muy popular en la escena madrileña junto a su compañera Loreto Prado con quien formó compañía durante medio siglo.

## Biografía

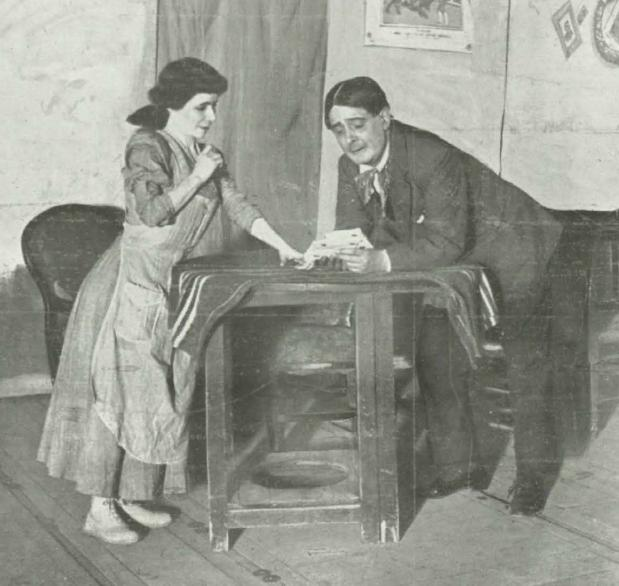
Loreto Prado y Enrique Chicote en una escena de la obra de teatro Gente menuda (1911).

Nació el 7 de enero de 1870 en Madrid. Se inició como actor en 1885 en la Universidad de Madrid, entonces en la calle de San Bernardo.
Tres años después comenzó a trabajar con la actriz cómica Loreto Prado, con quien acabaría creando su propia compañía teatral, con el nombre de Compañía de Zarzuela y Verso de Loreto Prado y Enrique Chicote. Inseparables durante medio siglo, aunque nunca llegaron a casarse, llenaron teatros del Madrid castizo como el Romea y el Cómico que, convertido en su cuartel general temporada tras temporada, tomó el nombre de Teatro de la risa. Juntos también solían frecuentar la tertulia del Café Lisboa en la calle Mayor que tenía como uno de sus grandes 'animadores' a Jacinto Benavente. Ambos comparten desde 1936 una pequeña calle dedicada en el centro de la capital española.
María Luz González Peña, en la voz que le dedica en el Diccionario de la Zarzuela, afirma que a lo largo de su dilatadísima carrera Enrique Chicote llegó a estrenar como intérprete más de 2000 títulos teatrales. Falleció el 28 de septiembre de 1958 en Madrid.

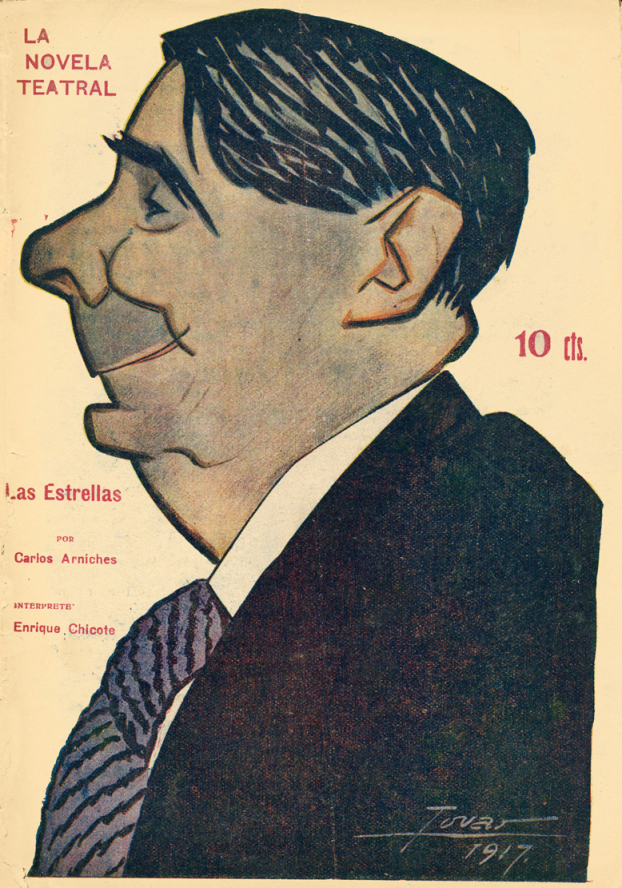
Caricaturizado por Tovar (1917)

Entre sus interpretaciones más celebradas (y siempre en dúo cómico con Loreto) estuvieron: La última copla (1904), Alma de Dios (1907), Los granujas (1902), Se alquila un cuarto (1925), Los chicos de la escuela (1903) y otros sainetes de Arniches, como Gente menuda (1911), La casa de Quirós (1915) y La venganza de la Petra (1917).
En la última etapa de su vida fue profesor en el Real Conservatorio de Música y Declamación.

## Obra literaria
Como libretista dio a la luz varios títulos durante sus inicios en la década de 1890, como, por ejemplo, Se suplica asistencia (1895) con música de Rafael Calleja, si bien en la temprana posguerra escribió el libreto de La chulapa y el coscón (1940) con música de Manuel López-Quiroga. Como ensayista o narrador, tras la muerte de su compañera en 1943, publicó una autobiografía de la pareja titulada La Loreto y este humilde servidor. (Recuerdos de la vida de dos comediantes madrileños) (1944), libro al que seguirían luego: Cuando Fernando VII gastaba paletó (título tomado de una popular cantinela infantil); Las señoritas de pan pringao (1953), anecdotario teatral donde recoge sus experiencias en el mundo de la farándula madrileña del primer cuarto del siglo XX; El misterio de la cabeza parlante y La Manuela; o Madrid, castillo famoso (subtitulado "Chirinolas").

## Notas

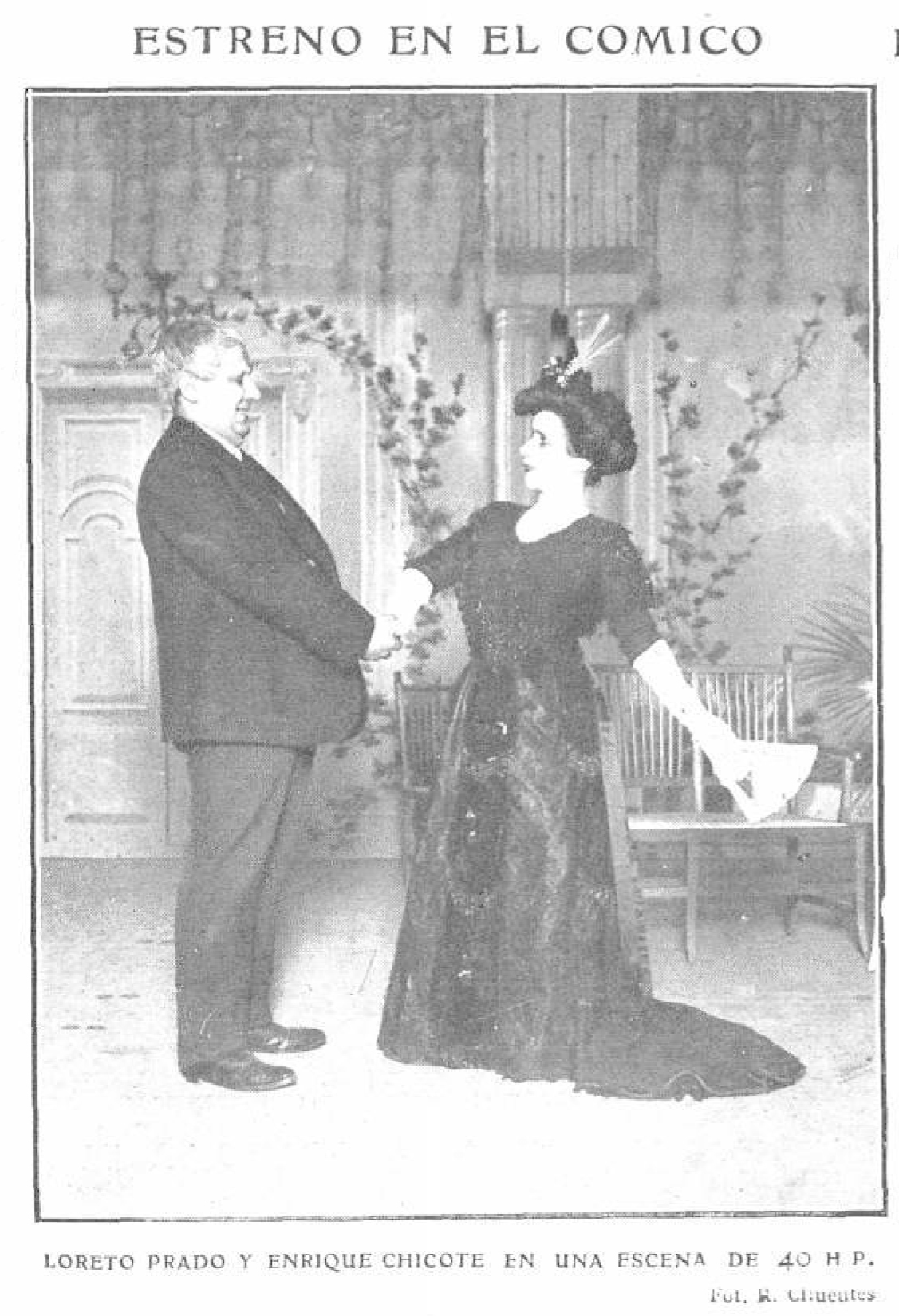
Chicote y Loreto en el estreno de 40 H. P. en el Teatro Cómico (1909)